# Leopold III av Anhalt-Dessau
Leopold III av Anhalt-Dessau, född 10 augusti 1740, död 9 augusti 1817, var en tysk furste som från 1751 till 1807 var regerande furste av Anhalt-Dessau och från 1807 fram till sin död dess regerande hertig.

## Biografi
Leopold III var son till Leopold II Maximilian av Anhalt-Dessau. Leopold III verkade för bildning och välstånd i sitt furstendöme. År 1807 inträdde han i Rhenförbundet och antog hertigtiteln.
Leopold III efterträddes efter sin död 1817 av sonsonen Leopold IV.

## Familj
Leopold gifte sig den 25 juli 1767 med Luise Henriette av Brandenburg-Schwedt (1750–1811), dotter till markgreve Heinrich Friedrich av Brandenburg-Schwedt.
I äktenskapet föddes sonen:
- Fredrik av Anhalt-Dessau (1769–1814), arvprins, gift med Amalia av Hessen-Homburg (1774–1846)

Bland barn i andra förbindelser före och vid sidan av äktenskapet märks:
- Franz von Waldersee (1763–1823), greve, gift med Luise von Anhalt (1767–1842)